# 太白市

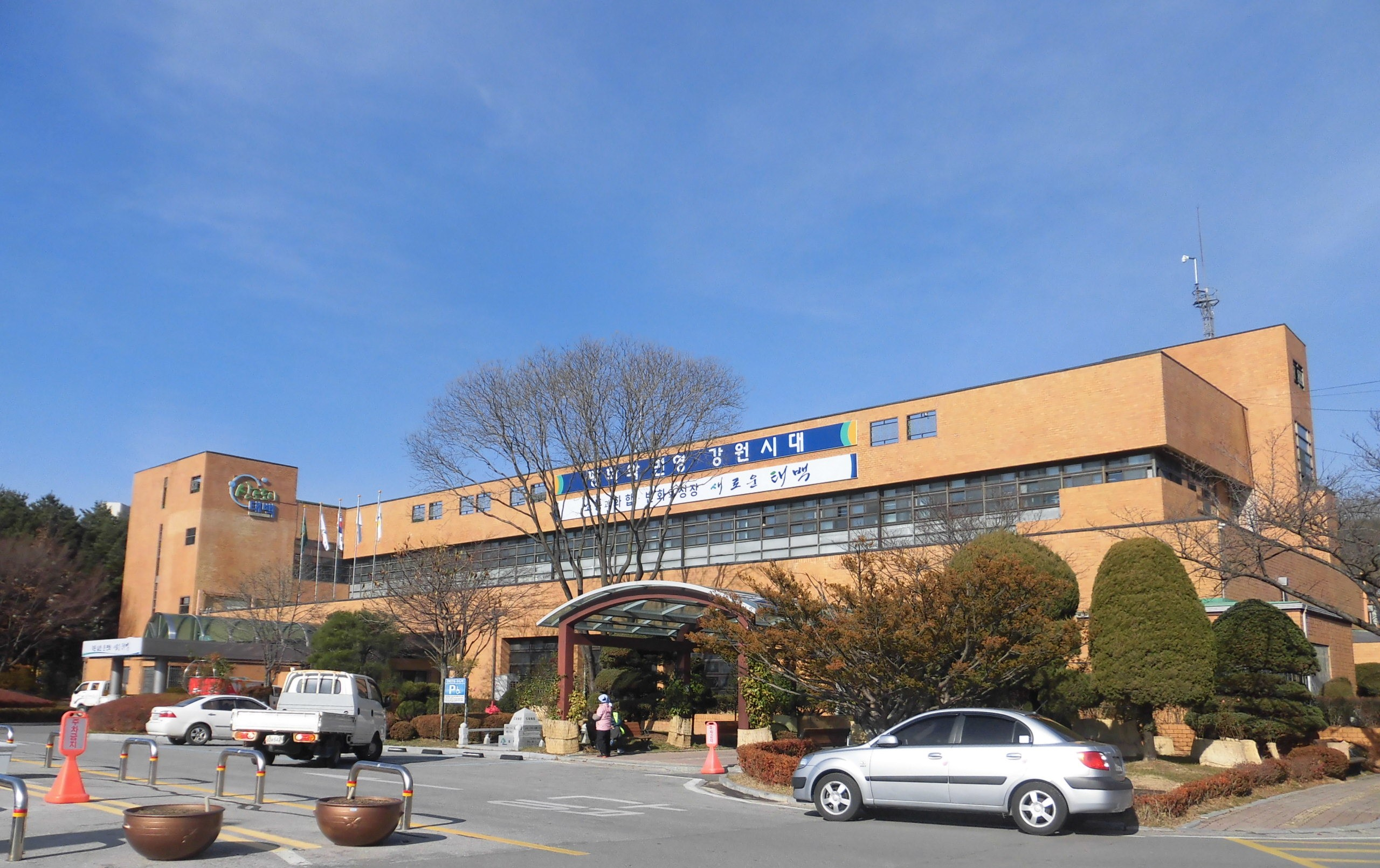
太白市庁

太白市（テベクし、たいはくし）は、大韓民国江原特別自治道南部にある市。太白山脈の太白山のふもとにある標高700～900mに位置する高原都市。自然が豊かで、レジャー開発を進めている。

## 歴史
685年以降、市発足まで三陟郡（発足当時は河西州）、三陟府などに属していた。黔川谷で石炭が発見され、近代は炭鉱の街として発展した。その様子は石炭博物館で知ることができる。
- 1981年7月1日 - 三陟郡長省邑・黄池邑が合併し、太白市が発足。
- 1994年12月26日 - 三陟郡下長面の一部を編入。

## 地理
太白市は江原特別自治道の南部、慶尚北道との道境に位置する。太白山脈、小白山脈があり、太白山など多くの山がある。漢江（南漢江）と洛東江の源流がある。
- 山
  - 太白山（1,567m）
  - 蓮花峰（1,053m）
  - 三芳山（1,175m）
  - 咸白山（1,573m）
  - 梅峰山（1,330m）
  - 白屏山（1,259m）

### 隣接自治体
- 東：三陟市
- 西：寧越郡、旌善郡
- 南：慶尚北道奉化郡
- 北：三陟市

### 気候
標高700~900mの高原地帯に位置するため冬は長く寒さが厳しい。積雪量も韓国の中では最も多い。一方、夏は涼しく、韓国有数の避暑地である。
- 最高気温極値35.7℃（2018年7月21日）
- 最低気温極値-21.7℃（2013年1月4日）
- 最深積雪94.5cm（1998年1月16日）

| 太白市の気候                                                | 太白市の気候 | 太白市の気候 | 太白市の気候 | 太白市の気候 | 太白市の気候 | 太白市の気候  | 太白市の気候   | 太白市の気候   | 太白市の気候  | 太白市の気候 | 太白市の気候 | 太白市の気候 | 太白市の気候   |
| 月                                                          | 1月          | 2月          | 3月          | 4月          | 5月          | 6月           | 7月            | 8月            | 9月           | 10月         | 11月         | 12月         | 年             |
| ----------------------------------------------------------- | ------------ | ------------ | ------------ | ------------ | ------------ | ------------- | -------------- | -------------- | ------------- | ------------ | ------------ | ------------ | -------------- |
| 最高気温記録 °C （°F）                                      | 12.2 (54)    | 20.1 (68.2)  | 21.6 (70.9)  | 29.7 (85.5)  | 32.6 (90.7)  | 35.0 (95)     | 35.7 (96.3)    | 35.6 (96.1)    | 31.8 (89.2)   | 26.9 (80.4)  | 22.6 (72.7)  | 15.2 (59.4)  | 35.6 (96.1)    |
| 平均最高気温 °C （°F）                                      | 0.7 (33.3)   | 3.1 (37.6)   | 7.9 (46.2)   | 15.1 (59.2)  | 20.8 (69.4)  | 24.0 (75.2)   | 25.9 (78.6)    | 26.0 (78.8)    | 21.5 (70.7)   | 16.8 (62.2)  | 9.9 (49.8)   | 3.0 (37.4)   | 14.6 (58.3)    |
| 日平均気温 °C （°F）                                        | −4.7 (23.5)  | −2.5 (27.5)  | 2.4 (36.3)   | 8.9 (48)     | 14.5 (58.1)  | 18.1 (64.6)   | 21.4 (70.5)    | 21.3 (70.3)    | 16.2 (61.2)   | 10.5 (50.9)  | 4.2 (39.6)   | −2.3 (27.9)  | 9.0 (48.2)     |
| 平均最低気温 °C （°F）                                      | −9.6 (14.7)  | −7.8 (18)    | −2.9 (26.8)  | 2.9 (37.2)   | 8.4 (47.1)   | 12.9 (55.2)   | 17.7 (63.9)    | 17.7 (63.9)    | 11.7 (53.1)   | 5.0 (41)     | −0.9 (30.4)  | −7.1 (19.2)  | 4.0 (39.2)     |
| 最低気温記録 °C （°F）                                      | −21.7 (−7.1) | −20.3 (−4.5) | −16.8 (1.8)  | −8.2 (17.2)  | −2.1 (28.2)  | 0.5 (32.9)    | 5.6 (42.1)     | 8.3 (46.9)     | 1.0 (33.8)    | −7.1 (19.2)  | −15.2 (4.6)  | −18.5 (−1.3) | −21.7 (−7.1)   |
| 降水量 mm （inch）                                          | 26.6 (1.047) | 28.8 (1.134) | 54.8 (2.157) | 85.8 (3.378) | 90.2 (3.551) | 140.4 (5.528) | 274.2 (10.795) | 278.7 (10.972) | 198.4 (7.811) | 65.5 (2.579) | 45.2 (1.78)  | 19.4 (0.764) | 1,308 (51.496) |
| 平均降水日数 （≥0.1 mm）                                    | 7.2          | 6.5          | 9.9          | 9.5          | 9.0          | 11.2          | 16.3           | 16.0           | 12.0          | 7.2          | 8.1          | 6.2          | 119.1          |
| % 湿度                                                      | 59.1         | 58.4         | 59.2         | 55.4         | 59.4         | 71.2          | 78.3           | 79.9           | 79.3          | 70.5         | 63.6         | 58.4         | 66.1           |
| 平均月間日照時間                                            | 174.9        | 178.3        | 202.7        | 207.2        | 232.9        | 192.7         | 143.8          | 141.7          | 147.4         | 178.7        | 159.6        | 169.8        | 2,129.7        |
| 出典：韓国気象庁 (平均値：1991年-2020年、極値：1985年-現在) |              |              |              |              |              |               |                |                |               |              |              |              |                |

## 行政区域

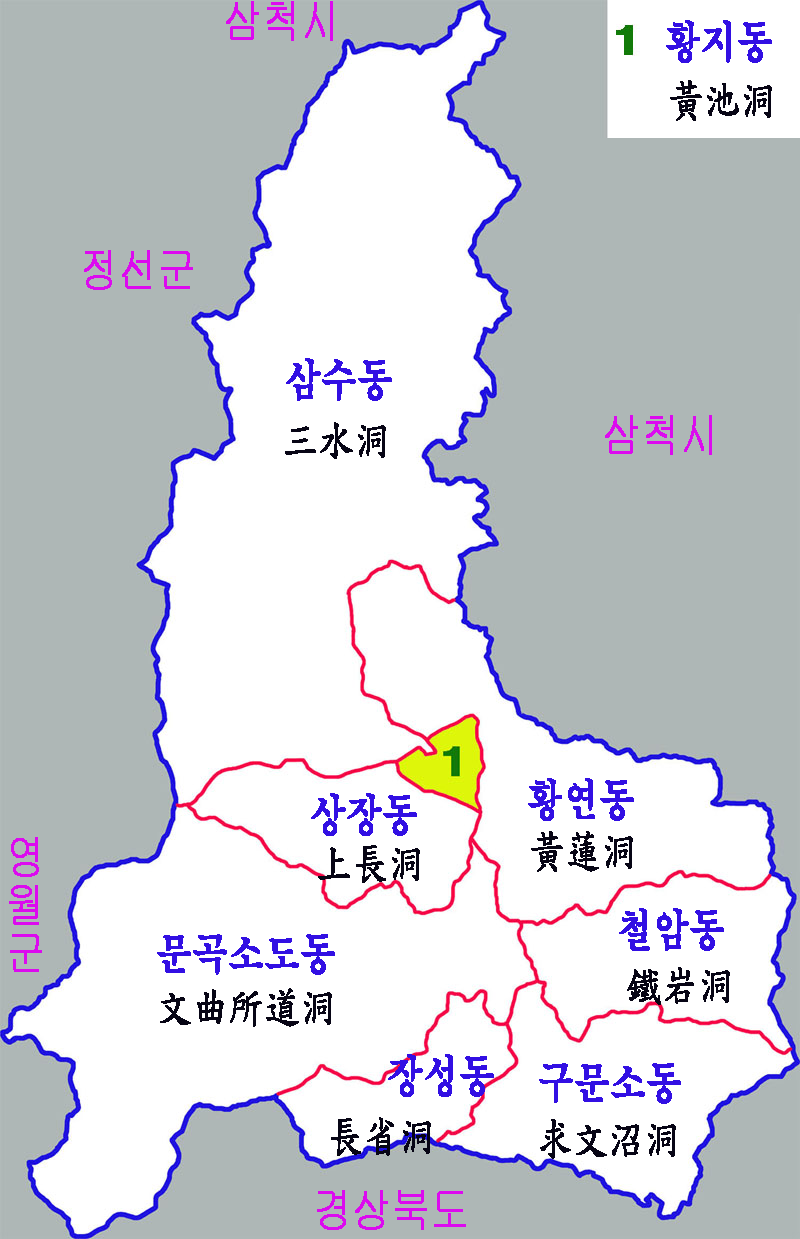
行政区域図

1998年の16洞から8洞への統合など幾度かの洞の統合を経て、現在は8の行政洞が存在する。市庁所在地は黄池洞である。
| 行政洞     | 法定洞                                                           |
| ---------- | ---------------------------------------------------------------- |
| 黄池洞     | 黄池洞                                                           |
| 上長洞     | 黄池洞                                                           |
| 黄蓮洞     | 黄池洞、桶洞、栢山洞                                             |
| 三水洞     | 黄池洞、禾田洞、赤角洞、蒼竹洞、院洞、上士美洞、下士美洞、助呑洞 |
| 文曲所道洞 | 文曲洞、所道洞、穴洞                                             |
| 長省洞     | 長省洞、黔川洞                                                   |
| 求門沼洞   | 長省洞、銅店洞                                                   |
| 鉄岩洞     | 鉄岩洞                                                           |

## 行政
市の基幹産業であった石炭産業は既に衰退し、市は太白山を中心としたレジャー開発を進めている。また、札幌市が提唱した世界冬都市市長会にも加入している。
市庁所在地
- 太白市黄池洞244-3

### 警察
- 太白警察署

### 消防
- 太白消防署

## 教育

### 2・3年制大学
- 江原観光大学校

### 高等学校
すべての学校が島嶼・僻地教育振興法施行規則に定められた僻地校（僻地ラ級）である。
- 黄池高等学校
- 黄池情報高等学校
- 太白工業高等学校
- 長省女子高等学校
- 鉄岩高等学校

## 観光
高原地帯にあり、レジャー開発が進められている。
太白山道立公園
霊山、太白山を中心とした公園で、ハイキングコース、漢江源流などがある。太白山信仰に関した遺跡などもある。つつじなどの高原植物も自生しており、6月には太白山つつじ祭が開催される。
その他下記のような観光地がある。
- 龍淵洞窟
- 石炭博物館
- 化石展示館
- 太白レーシングパーク

## 交通

### 鉄道
- 嶺東線
  - 銅店駅 - 鉄岩駅 - 栢山駅 - 東栢山駅 - ソラン信号場
- 太白線
  - 杻田駅 - 太白駅 - 文曲駅 - 栢山駅
- 太白三角線
  - 文曲駅 - 東栢山駅

## 姉妹都市·友好都市

### 国際姉妹都市
- 和龍市（中華人民共和国吉林省）
- バギオ市（フィリピン）

### 国際友好交流都市
- 高安市（中華人民共和国江西省）
- 蘇州市（中華人民共和国江蘇省）
- 長春市（中華人民共和国吉林省）

### 国内交流都市
- 蘆原区（大韓民国ソウル市）